# 금천남초등학교
금천남초등학교는 대한민국 전라남도 나주시 금천면 금봉로 35 (동악리)에 있었던 공립 초등학교이다.

## 연혁
- 1956년 6월 19일 : 금천국민학교 동악분교장 설립인가(4년제, 개교 10월 1일)
- 1957년 2월 18일 : 금천남국민학교 승격 개교
- 1981년 3월 10일 : 병설유치원 개원
- 1996년 3월 1일 : 금천남초등학교 명칭 변경
- 1998년 11월 27일 : 시지정 컴퓨터 시범학교
- 2008년 2월 20일 : 제51회 졸업식(총 3980명)[1]
- 2008년 3월 1일 : 금천초등학교로 통폐합

## 폐교 이후
폐교 이후, 금천남초등학교 자리에는 인근에 혁신도시 건설로 이주하게 된 주민들을 위한 주택을 건설하였다.